# Lysiteles minimus
Lysiteles minimus är en spindelart som först beskrevs av Schenkel 1953.  Lysiteles minimus ingår i släktet Lysiteles och familjen krabbspindlar. Inga underarter finns listade i Catalogue of Life.